# Kalinauka (rejon postawski)
Kalinauka (biał. Калінаўка, ros. Калиновка, Kalinowka) – wieś na Białorusi, w obwodzie witebskim, w rejonie postawskim, w sielsowiecie Duniłowicze. W 2019 liczyła 10 mieszkańców.